# Out for Justice
Out for Justice (Brasil: Fúria Mortal / Portugal: À Procura de Vingança) é um filme estadunidense de 1991 do gênero ação dirigido por John Flynn, e estrelado por Steven Seagal e William Forsythe.

## Elenco
- Steven Seagal como detective Gino Felino
- William Forsythe como Richie Madano
- Anthony DeSando como Vinnie Madano
- Dan Inosanto como Sticks
- Jerry Orbach como Capitão Ronnie Donziger
- Jo Champa como Vicky Felino
- Shareen Mitchell como Laurie Lupo
- Ronald Maccone como Don Vittorio
- Sal Richards como Frankie
- Gina Gershon como Pattie Madano
- Jay Acovone como Bobby Arms
- Nick Corello como Joey Dogs
- Kent McCord como Jack
- Robert LaSardo como Bochi
- John Toles-Bey como rei
- Joe Spataro como Bobby Lupo
- Julianna Margulies como Rica
- Dominic Chianese como senhor Madano
- Vera Lockwood como senhora Madano
- Dennis Karika como treinador
- Ed Deacy como Detective Deacy
- John Leguizamo como miúdo de Alley
- Jorge Gil como Chas